# Antonio Enríquez Savignac
José Antonio Enríquez Savignac (Mexico-Stad, 17 augustus 1931 - aldaar, 7 februari 2007) was een Mexicaans politicus.
Enríquez studeerde administratie aan de Universiteit van Ottawa en behaalde een Master of Business Administration aan Harvard University. Vanaf 1960 werkte hij aan de Inter-Amerikaanse Ontwikkelingsbank. In 1963 keerde hij terug naar Mexico waar hij jarenlang aan de Nationale Bank werkte. Hij richtte in 1969 het Nationaal Toerismefonds (FONATUR) op, waarvan hij directeur werd. In die functie was hij een van de belangrijkste verantwoordelijken voor de ontwikkeling van het toerisme in Mexico. Onder andere de ontwikkeling van Cancún als toeristenbestemming is grotendeels het werk van Enríquez Savignac geweest.
Van 1982 tot 1988 diende hij onder Miguel de la Madrid als minister van toerisme en van 1990 tot 1996 was hij secretaris-generaal van de Wereldtoerismeorganisatie van de Verenigde Naties (UNWTO). Hij overleed in 2007.